# Агрон Туфа
Агрон Туфа (на албански: Agron Tufa) е албански преводач, поет и писател.

## Биография
Агрон Туфа е роден на 1 април 1967 година в дебърското село Соходол, Албания. Учи литература в Тиранския университет. Продължава обучението си в Москва, където завършва катедрата по теория на превода, с особен акцент върху работата на Йосиф Бродски. Работи като главен редактор на литературното списание „Фяла“ (Слово) и преподава литература в университета в Тирана.
Той е автор на стихотворенията: „Там, при небесната порта“, 1996 г. и „Околностите на Атлантида“, 2002 г., както и на романите „Дуел“, 2002 г. и „Състезанието на Ябулата“ Тирана 2004 г.
Той е превел и много руски автори, включително Йосиф Бродски, Анна Ахматова, Осип Манделщам, Борис Пастернак, Андрей Платонов, Михаил Булгаков, Владимир Набоков и Владимир Сорокин.